# Leptodontium splachnoides
Leptodontium splachnoides là một loài Rêu trong họ Pottiaceae. Loài này được (Hook. & Arn.) Thér. mô tả khoa học đầu tiên năm 1929.